# 島根県道318号日ノ津崎港線
島根県道318号日ノ津崎港線（しまねけんどう318ごう ひのつさきこうせん）は、島根県隠岐郡海士町を通る一般県道である。

## 概要
隠岐郡海士町大字海士から隠岐郡海士町大字崎の崎港に至る。

### 路線データ
- 起点：隠岐郡海士町大字海士（島根県道317号海士島線上）
- 終点：隠岐郡海士町大字崎（崎港）

## 歴史
- 1972年（昭和47年）8月1日 - 島根県告示第595号により認定される。

## 路線状況

### 重複区間
- 島根県道317号海士島線（隠岐郡海士町大字海士（起点） - 隠岐郡海士町大字御波）

## 地理

### 通過する自治体
- 隠岐郡海士町

### 交差する道路
| 交差する道路                       | 交差する場所 | 交差する場所 |
| ---------------------------------- | ------------ | ------------ |
| 島根県道317号海士島線 重複区間起点 | 大字海士     | 起点         |
| 島根県道317号海士島線 重複区間終点 | 大字御波     |              |

### 沿線
- 日ノ津港
- 風呂屋海水浴場
- 崎港